# Марк Порций Лека
Марк Порций Лека (на латински: Marcus Porcius Laeca) e сенатор, съзаговорник през 63 пр.н.е. в Катилинския заговор.
Произлиза от клон Лека на плебейската фамилия Порции. Вероятно е син или внук на Марк Порций Лека (магистър на Монетния двор 125 пр.н.е.).
В неговия дом през нощта на 5 към 6 ноември 63 пр.н.е. се състои събиране на заговорниците на Катилина. Решават, че Луций Варгунтей и Гай Корнелий (сенатор и конник) трябва да посетят Цицерон на 7 ноември сутринта и да го убият. След това искали да превземат Рим в свои ръце. Атентатът не успява, понеже Фулвия съобщава още същата нощ за плановете им на Цицерон.